# Seekiefer-Rindenextrakt

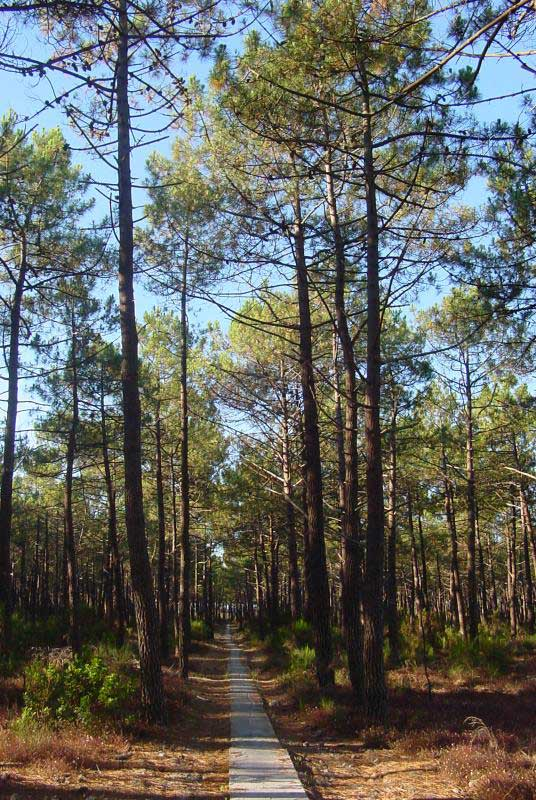
Seekiefer (Pinus pinaster)

Seekiefer-Rindenextrakt ist ein Pflanzenextrakt aus der Rinde der französischen See-Kiefer (Pinus pinaster subsp. atlantica). Es enthält Polyphenole und wird u. a. in Nahrungsergänzungsmitteln und in Kosmetika eingesetzt. Pycnogenol ist ein Markenname für Seekiefer-Rindenextrakt. Eine Meta-Analyse aus dem Jahr 2012 befand, dass die Datenlage zur Behandlung chronischer Erkrankungen mit Seekiefer-Rindenextrakt unzureichend ist.

## Zusammensetzung
Seekiefer-Rindenextrakt besteht zu 65 bis 75 % aus Procyanidinen. Procyanidine sind Biopolymere, die aus Catechin- und Epicatechineinheiten bestehen. Diese sind aufgrund ihrer Kettenlänge kaum resorbierbar, werden aber von der menschlichen Darmflora in postbiotische aktive Metabolite umgewandelt. Weitere Bestandteile von Seekiefer-Rindenextrakt sind antioxidative Pflanzensäuren und Bioflavonoide. Sie bilden gemeinsam mit den aktiven Metaboliten die Grundlage für die antientzündliche Wirkung des Seekiefer-Rindenextrakts.

## Geschichte
Erste klinische Studien in den 1970er Jahren an Patienten mit venösen Beschwerden zeigten während der Einnahme von Seekiefer-Rindenextrakt messbare Ergebnisse im Bereich der Ödemrückbildung und Schmerzempfindung. Das erste Patent für Pycnogenol wurde im Jahre 1987 erteilt. Derzeit ist der Seekiefer-Rindenextrakt weltweit in mehr als 1.000 Gesundheitsprodukten enthalten.

## Wirkweisen
Seekiefer-Rindenextrakt stimuliert als Antioxidans die Synthese antioxidativ wirksamer Enzyme wie Katalase, Superoxiddismutase und Glutathion und bindet gleichzeitig freie Radikale. Zusätzlich reduziert Seekiefer-Rindenextrakt freie Radikale und mindert deren Oxidationspotenzial. Seekiefer-Rindenextrakt hemmt die Entstehung und Ausbreitung von chronisch-entzündlichen Erkrankungen und schränkt die Aktivität von NF-κB ein. Weiterhin reduziert es die Ausschüttung des spezifischen Transkriptionsfaktors und damit die Freisetzung weiterer inflammatorisch wirkender Moleküle wie z. B. Interleukine, Prostaglandine, CRP, TNF-alpha und COX. Vor allem konnte gezeigt werden, dass die Ausschüttung von MMP-9 (Matrix Metalloprotease 9), einem Enzym, welches u. a. die Pathogenese von verschiedensten chronisch-entzündlichen Erkrankungen fördert, deutlich gehemmt werden konnte. Seekiefer-Rindenextrakt wirkt blutdrucksenkend und erhöht die Konzentration des HDL-Cholesterols im Blut, wobei der Einfluss auf das HDL-Cholesterin umstritten ist.

## Indikationen
Die relevantesten Gebiete sind hierbei Kardiologie, Dermatologie und Orthopädie.
Kardiologie: Seekiefer-Rindenextrakt aktiviert die endotheliale Stickstoffmonoxidsynthetase und trägt somit zur gesteigerten Synthese von NO (Stickstoffmonoxid) bei. Dieses wirkt nachweislich vasodilatatorisch. Weiterhin sorgen die in Seekiefer-Rindenextrakt enthaltenen oligomeren Procyanidine für eine Stärkung der Kapillarwände und regen zudem die Blutzirkulation an. In Studien konnte auch eine Senkung der Thrombozytenaktivität bestätigt werden. Daher wird Seekiefer-Rindenextrakt präventiv als auch als Adjuvans in der Therapie von Herz-Kreislauf-Erkrankungen empfohlen.
Dermatologie: Durch UV-Strahlen, Stress und Umweltschäden setzt der Körper freie Radikale frei, vor denen Seekiefer-Rindenextrakt schützen kann. Dabei bindet es z. B. Kollagen sowie Elastin und verhindert so eine Oxidation dieser Hauptproteine. Weiterhin stimuliert es die Bereitstellung von neuem Kollagen sowie Hyaluronsäure in der Haut. Zusätzlich konnte gezeigt werden, dass Seekiefer-Rindenextrakt die Blut-Mikrozirkulation in der Haut verbessert und somit eine gesteigerte Versorgung mit Sauerstoff und Nährstoffen mit erhöhter Zufuhr von Feuchtigkeit und dem Abtransport von Stoffwechselprodukten sichert.
Orthopädie: Vor allem die antiinflammatorische Eigenschaft von Seekiefer-Rindenextrakt wird sich in der Orthopädie zu Nutze gemacht. Daneben wirkt es bei Osteoarthritis kurzfristig schmerzstillend. Seekiefer-Rindenextrakt senkt die Entzündungsmarker für Gelenkprobleme und fördert die Beweglichkeit und Flexibilität der Gelenke. Weiterhin führt die kollagenstimulierende Wirkung zu elastischeren und beweglicheren Gelenken.

## Review der Wirksamkeit
Robertson et al. überprüften in einem 2012 veröffentlichten und 2020 aktualisierten Cochrane-Review die Belege für die Wirksamkeit des Seekiefer-Rindenextrakts zur Behandlung eines breiten Spektrums von Beschwerden (u. a. Asthma, Kinder mit ADHS, Herzkreislauferkrankungen, Schmerzen bei CVI, Diabetes, Kniearthrose, kognitives Versagen bei Personen mit traumatischen Hirnverletzungen) und konnten in allen Fällen keine Belege für die Wirksamkeit des Extrakts finden.